# 劉筌
劉筌（朝鮮語: 유전）は、朝鮮氏族の居昌劉氏と江陵劉氏の始祖である。
前漢初代皇帝劉邦の41代子孫である。道学と詩作に優れ、宋朝で兵部尚書の官職を務めた。高麗文宗時代の1082年に宋朝から高麗に八学士の1人として派遣され、高麗に入朝、慶尚道に定着した。

## 参考
- “강릉유씨 江陵劉氏”. 향토문화전자대전.  オリジナルの2022年9月17日時点におけるアーカイブ。
- 金光林 (2014年). “A Comparison of the Korean and Japanese Approaches to Foreign Family Names” (英語) (PDF). Journal of cultural interaction in East Asia (東アジア文化交渉学会).  オリジナルの2016年3月27日時点におけるアーカイブ。